# Resolució 491 del Consell de Seguretat de les Nacions Unides
La Resolució 491 del Consell de Seguretat de les Nacions Unides, aprovada el 23 de setembre de 1981 després d'examinar l'aplicació de Belize per a ser membre de les Nacions Unides, el Consell va recomanar a l'Assemblea general que Belize fos admesa.